# Juan Fernández de Velasco
Juan Fernández de Velasco, V duca di Frías, conte di Haro e X Connestabile di Castiglia (1550 circa – Madrid, 15 marzo 1613), è stato un politico e diplomatico spagnolo, per tre volte governatore del Ducato di Milano.

## Biografia

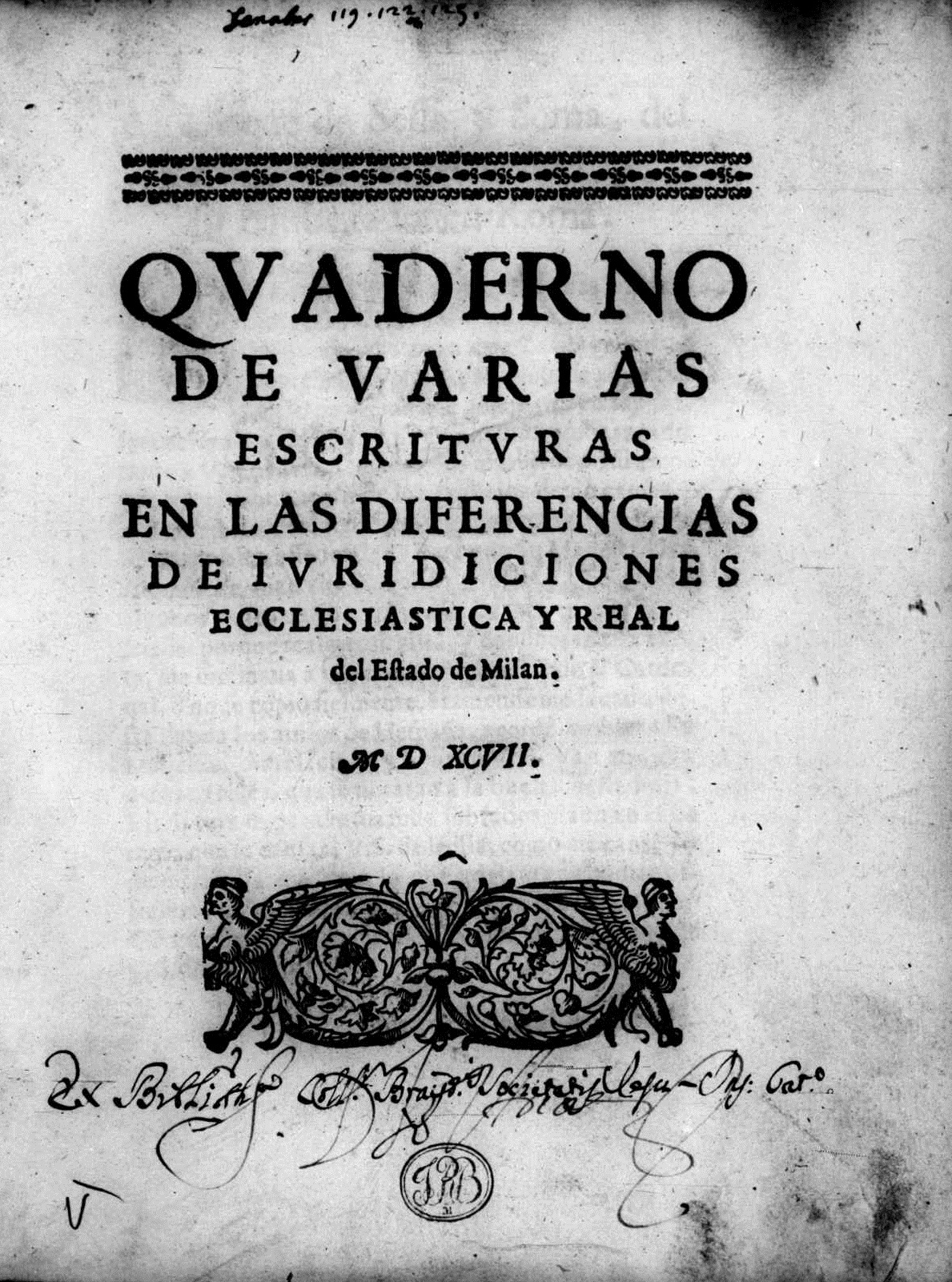
Quaderno de varias escrituras en las diferencias de iuridiciones ecclesiastica y real del estado de Milan, 1597

Juan Fernández de Velasco era figlio di Iñigo Fernández de Velasco, duca di Frías, dal quale ereditò il titolo di Connestabile di Castiglia, e di Maria Ángela de Aragón y Guzmán.
Fu governatore del Ducato di Milano tre volte: 1592-1595; 1595-1600; 1610-1612.
Nel 1595, nel contesto delle Guerre di religione francesi e, precisamente, dell'ottava guerra di religione, dopo la dichiarazione di guerra alla Spagna da parte del re Enrico IV di Francia, che iniziò una campagna in Borgogna, dopo aver percorso con le sue truppe il Cammino spagnolo partendo da Milano, egli guidò le armate spagnole nella battaglia di Fontaine-Française contro i francesi, dove la vittoria gli sfuggì per eccessiva precauzione. Durante la sua assenza, Pedro de Padilla assunse ad interim la carica di governatore del Ducato di Milano.
Nel periodo 1600-1610, fu sostituito come governatore di Milano da Pedro Enríquez de Acevedo, conte di Fuentes, che aveva partecipato anch'egli, ma con maggiore fortuna, all'ottava guerra di religione, ma sul fronte nord, dove aveva conquistato le città francesi di Doullens e Cambrai.
A lui si deve, tra l'altro, la costruzione di un salone di Palazzo Reale (all'epoca "Ducale"), il Salone Margherita, primo luogo stabile della capitale lombarda dedicato al melodramma.
Nel 1604, come diplomatico prese parte alle trattative alla firma del Trattato di Londra, che mise fine alla guerra anglo-spagnola di 1585-1604.

## Matrimoni e discendenza
Egli dapprima sposò María Téllez-Girón. La loro unica figlia fu Ana de Velasco y Girón, la quale sposò il duca Teodosio II di Braganza, dando alla luce nel 1604, Giovanni, che venne incoronato re del Portogallo con il nome di Giovanni IV il 1º dicembre 1640.
Dopo la morte della sua prima moglie, Juan Fernández de Velasco si risposò con Joana Fernández de Córdova y Enríquez. La coppia diede alla luce altri tre figli:
- Bernardino Fernández de Velasco, duca di Frías, sposò Isabella Maria de Guzmán
- Luis de Velasco, marchese del Fresno, sposò Catarina de Velasco
- Mariana Fernández de Velasco, sposò António Alvarez de Toledo, settimo duca d'Alba.

## Opere
- (ES) Quaderno de varias escrituras en las diferencias de iuridiciones ecclesiastica y real del estado de Milan, Milano, Georg Herolt, 1597.

## Intitolazioni
Nella città di Milano la moderna Torre Velasca prende il nome dalla Piazza Velasca, così denominata in suo onore.

## Nella letteratura
Juan Fernández de Velasco viene citato dal Manzoni nel capitolo I de I promessi sposi, come autore di due "gride" con le quali si bandivano da Milano i "bravi".

## Albero genealogico
|                                                 |                                               |                                             | Genitori                                            |  |  | Nonni |  |  | Bisnonni                                  |  |  | Trisnonni                                 |  |
|                                                 |                                               |                                             |                                                     |  |  |       |  |  | Iñigo Fernández de Velasco, duca di Frías |  |  | Pedro Fernández de Velasco, conte di Haro |  |
|                                                 |                                               |                                             |                                                     |  |  |       |  |  | Iñigo Fernández de Velasco, duca di Frías |  |  | Pedro Fernández de Velasco, conte di Haro |  |
|                                                 |                                               | Mencía de Mendoza                           |                                                     |  |  |       |  |  | Iñigo Fernández de Velasco, duca di Frías |  |  |                                           |  |
| Juan Fernández de Velasco, marchese di Berlanga |                                               |                                             |                                                     |  |  |       |  |  | Iñigo Fernández de Velasco, duca di Frías |  |  |                                           |  |
|                                                 |                                               | Maria de Tovar, signora di Berlanga         | Luis de Tovar, marchese di Berlanga                 |  |  |       |  |  |                                           |  |  |                                           |  |
|                                                 |                                               | Maria de Tovar, signora di Berlanga         | Luis de Tovar, marchese di Berlanga                 |  |  |       |  |  |                                           |  |  |                                           |  |
|                                                 |                                               | Maria de Tovar, signora di Berlanga         | María de Vivero                                     |  |  |       |  |  |                                           |  |  |                                           |  |
| Iñigo Fernández de Velasco, duca di Frías       |                                               | Maria de Tovar, signora di Berlanga         |                                                     |  |  |       |  |  |                                           |  |  |                                           |  |
|                                                 |                                               | Fernando Enríquez                           | Pedro Enríquez, signore di Tarifa                   |  |  |       |  |  |                                           |  |  |                                           |  |
|                                                 |                                               | Fernando Enríquez                           | Pedro Enríquez, signore di Tarifa                   |  |  |       |  |  |                                           |  |  |                                           |  |
|                                                 |                                               | Fernando Enríquez                           | Catalina de Ribera, contessa di los Molares         |  |  |       |  |  |                                           |  |  |                                           |  |
| Juana Enríquez                                  |                                               | Fernando Enríquez                           |                                                     |  |  |       |  |  |                                           |  |  |                                           |  |
|                                                 |                                               | Inés Portocarrero                           | Pedro Portocarrero, signore di Moguer               |  |  |       |  |  |                                           |  |  |                                           |  |
|                                                 |                                               | Inés Portocarrero                           | Pedro Portocarrero, signore di Moguer               |  |  |       |  |  |                                           |  |  |                                           |  |
|                                                 |                                               | Inés Portocarrero                           | Juana de Cárdenas, signora di la Puebla del Maestre |  |  |       |  |  |                                           |  |  |                                           |  |
| Juan Fernandez de Velasco, duca di Frías        |                                               | Inés Portocarrero                           |                                                     |  |  |       |  |  |                                           |  |  |                                           |  |
|                                                 | Juan Alonso de Guzmán, duca di Medina-Sidonia | Enrique de Guzmán, duca di Medina-Sidonia   |                                                     |  |  |       |  |  |                                           |  |  |                                           |  |
|                                                 | Juan Alonso de Guzmán, duca di Medina-Sidonia | Enrique de Guzmán, duca di Medina-Sidonia   |                                                     |  |  |       |  |  |                                           |  |  |                                           |  |
|                                                 | Juan Alonso de Guzmán, duca di Medina-Sidonia | Leonor de Ribera                            |                                                     |  |  |       |  |  |                                           |  |  |                                           |  |
| Juan Alonso de Guzmán, duca di Medina-Sidonia   | Juan Alonso de Guzmán, duca di Medina-Sidonia |                                             |                                                     |  |  |       |  |  |                                           |  |  |                                           |  |
|                                                 |                                               | Leonor de Zúñiga                            | Pedro de Zúñiga, conte di Bañares                   |  |  |       |  |  |                                           |  |  |                                           |  |
|                                                 |                                               | Leonor de Zúñiga                            | Pedro de Zúñiga, conte di Bañares                   |  |  |       |  |  |                                           |  |  |                                           |  |
|                                                 |                                               | Leonor de Zúñiga                            | Teresa de Guzmán, signora di Lepe e d'Ayamonte      |  |  |       |  |  |                                           |  |  |                                           |  |
| Ana de Guzmán                                   |                                               | Leonor de Zúñiga                            |                                                     |  |  |       |  |  |                                           |  |  |                                           |  |
|                                                 |                                               | Alfonso d'Aragona, arcivescovo di Saragozza | Ferdinando II d'Aragona                             |  |  |       |  |  |                                           |  |  |                                           |  |
|                                                 |                                               | Alfonso d'Aragona, arcivescovo di Saragozza | Ferdinando II d'Aragona                             |  |  |       |  |  |                                           |  |  |                                           |  |
|                                                 |                                               | Alfonso d'Aragona, arcivescovo di Saragozza | Aldonza Ruiz de Iborre y Alemany                    |  |  |       |  |  |                                           |  |  |                                           |  |
| Anna d'Aragona                                  |                                               | Alfonso d'Aragona, arcivescovo di Saragozza |                                                     |  |  |       |  |  |                                           |  |  |                                           |  |
|                                                 |                                               | Anna de Guerrea                             | …                                                   |  |  |       |  |  |                                           |  |  |                                           |  |
|                                                 |                                               | Anna de Guerrea                             | …                                                   |  |  |       |  |  |                                           |  |  |                                           |  |
|                                                 |                                               | Anna de Guerrea                             | …                                                   |  |  |       |  |  |                                           |  |  |                                           |  |
|                                                 |                                               | Anna de Guerrea                             |                                                     |  |  |       |  |  |                                           |  |  |                                           |  |

### Fonti
- Colección de documentos inéditos para la historia de España, vol. LXXI.
- Romano Canosa, Storia di Milano nell'età di Filippo II, Sapere 2000, Roma 1996
- Romano Canosa, Milano nel Seicento: grandezza e miseria nell'Italia spagnola, Mondadori, Milano 1993.
- Romano Canosa, La vita quotidiana a Milano in età spagnola, Longanesi, Milano 1996.